# Amanda Du-Pont
Amanda du-Pont (Manzini, 26 de junio de 1988) es una actriz, modelo y presentadora de televisión nacida en Suazilandia y nacionalizada sudafricana, reconocida por sus papeles como Senna en la serie dramática Life is Wild y Sharon en la comedia de la cadena SABC 3 Taryn & Sharon. Actualmente interpreta el papel de Ashley en el seriado de Netflix Shadow.

## Biografía

### Primeros años
Du-Pont nació el 26 de junio de 1988 in Manzini, Suazilandia. Años después se mudó con su familia a Mpumalanga en Sudáfrica para finalizar sus estudios secundarios.

### Carrera
Luego de obtener reconocimiento en Sudáfrica con su participación en la serie dramática Life is Wild, interpretó uno de los papeles principales en las producciones Between Friends y Skeem Saam. Sus créditos en el cine y la televisión de Sudáfrica incluyen títulos como Muvhango, Intersexions, Generations, Loxion Bioscopeseries y el largometraje de 2015 Hear Me Move. En febrero de 2019 fue anunciada como una de las protagonistas de la serie de suspenso de Netflix Shadow.

## Filmografía

### Cine y televisión
| Año           | Título                      | Papel                       | Notas           |
| ------------- | --------------------------- | --------------------------- | --------------- |
| 2008          | Life is Wild                | Senna                       | 1 episodio      |
| 2012          | Loksion Bioskop:Andilalanga |                             |                 |
| 2014–presente | Skeem Saam                  | Nompumelelo "Lelo" Mthiyane | Papel principal |
| 2014          | Task Force                  | Christelle                  |                 |
| 2015          | Hear Me Move                |                             |                 |
| 2015          | Generations                 |                             |                 |
| 2016–presente | Between Friends             |                             |                 |
| 2017          | 10 Days In Sun City         |                             |                 |
| 2017          | Taryn and Sharon            | Sharon                      |                 |
| 2019          | Shadow                      | Ashley                      | Papel principal |

## Plano personal
En julio de 2018, Du-Pont se casó con el empresario Shawn Rodriques en las Maldivas.